# (20029) 1992 EB24
1992 EB24 (asteroide n.º 20029) es un asteroide del cinturón principal. Posee una excentricidad de 0,07390220 y una inclinación de 1,72666º.
Este asteroide fue descubierto el 2 de marzo de 1992 por UESAC en La Silla.